# Отто Аммон
Отто Георг Аммон (нім. Otto Ammon; 7 грудня 1842, Карлсруе, Велике герцогство Баден — 14 січня 1916, Карлсруе, Німецька імперія) — німецький соціолог, етнолог і євгеніст. Своїми працями «Природний відбір серед людей» (1893) «Соціальний порядок і його природні закони» (1896) зробив значний внесок у розвиток расово-антропологічної школи.

## Біографія
Отто Аммон народився 7 грудня 1842 року в місті Карлсруе. Свій родовід по лінії батька він пізніше прослідкував з 1598 року. Його батько був комерсантом. У віці чотирьох років він втратив матір, а в п'ятнадцять — батька і брата, після чого жив у своїх тіток.
Закінчив Вищу технічну школу в Карлсруе. У 1860-х роках працював інженером на будівництві залізничних шляхів, в 1868 році одружився. Відповідно до духу часу, Аммон тоді вважав себе лібералом і, кинув роботу інженера, став головним редактором газети «Констанцер Цайтунг». Проте тяжка хвороба шлунку змусила його в 1883 році залишити роботу журналіста та повернутись з дружиною і чотирма дітьми із Констанції в Карлсруе.
Там він вступив у товариство любителів давнини, за дорученням якого зайнявся вивченням фізичних особливостей жителів Бадена, причому почав з солдатів. Результатом даного дослідження стала праця «Про антропологію баденців», яка вийшла у 1899 році. Його заслуги в області соціальної антропології отримали з цього часу широке визнання як у Німеччині, так і за кордоном. Він був удостоєний звання почесного доктора Фрайбурзького університету та, розвиваючи успіх, співпрацював у значній кількості німецьких та зарубіжних журналів. Володіючи одинадцятьма іноземними мовами, він писав статті і на них.
Отто Аммон виступив з критикою соціал-демократії в цілій серії статей «Антропологічна балаканина», які в 1891 році вийшли окремою монографією під назвою "Дарвінізм проти соціал-демократії ". У ній він проявив себе як «затятий противник соціалістичного громадського порядку» і вважав, що між соціал-демократією, з одного боку, і вченням про боротьбу за існування про соціальний відбір, з іншого боку, існує непримиренна протилежність.

## Погляди
Аммон розумів людину як природну істоту, що розвивається завдяки дії законів боротьби за існування і природного відбору. Науковець ніби то встановив «закономірні» зв'язки між величиною головного показника та соціально-класовим становищем людини в суспільстві. На цій підставі він приходив до помилкових висновків, що саме нащадки нижчих рас утворюють у суспільстві трудящі класи.
Аммон сам проводив антропометричні виміри серед новобранців, студентів і намагався довести значення головного показника як об'єктивного критерію для розрізнення розумових здібностей людей, які, на його думку, виникають внаслідок природного відбору та боротьби за існування. Першопричини у відмінностях соціального статусу, можливостях соціального просування в суспільстві, умовах життя і діяльності він вбачав у расових джерелах. Расизм і соціальний дарвінізм також лежать в основі аналізу соціальних інститутів у творчості Аммона.
|  | Довгоголові за своїми фізичними властивостями нагадують древніх германців, круглоголові — наче наближаються до монгольського типу. Залишається одне: припустити, що, паралельно зі схрещуванням, існувало ще усунення значної частини довгоголових елементів внаслідок якихось особливих причин, — іншими словами, що при зміні європейських рас відбувався природний добір, при якому доліхоцефалів і мезоцефалами вимирало більше, ніж брахіцефалів. Високі на зріст, блакитноокі, довгоголові блондини, з їх нерідко бурхливо психічної енергії, які зустрічаються в німецьких містах, як би воскрешають перед нами давніх германських або, взагалі, арійських богатирів, з іншого боку кремезні, чорняві, темноокі, спокійні й уперті жителі сіл являють собою як би нижчу, ніби не європейську расу. |

## Чотири класи людей за здібностями
Аммон ділив людей на чотири класи за їх основними здібностям. Соціальні вчення Індії були вже відомі в Європі в описуваний час, і цей факт був виправданням кастової системи з антропологічної точки зору.
«У перший клас входять відкривачі, винахідники, піонери, що відкривають людству нові шляхи. Вони мають рівень інтелекту вище середнього, це люди з характером, невтомні і сміливі творці, на второваних шляхах вони відчувають себе не дуже добре … Людство зобов'язане їм усім прогресом.
Другий клас — розумні і вправні люди, які не володіють творчим духом, але вміють схоплювати, розробляти і покращувати чужі ідеї … Перші два класи взаємно доповнюють один одного.
У третій клас входять люди з рівнем інтелекту середнім або нижче середнього. Для них характерно те, що Гальтон назвав „духом стада“. Вони піддаються навчанню і, не маючи своїх ідей, можуть засвоювати чужі. Вони не можуть самі розвивати засвоєні ідеї і тому противляться будь-яких нововведень. Вони думають, ніби володіють загальною істиною, зберігаючи прихильність до неї з інертністю маси.
Четвертий клас — неповноцінні люди, нездатні виробляти, відкривати або комбінувати, або засвоювати чужу культуру».
Отто Аммон зробив висновок згідно з цією класифікацією, що значення народів, їх цінність для світової культури, перевага одного народу над іншим тим більше, чим більше в народі людей першого і другого класу.
«Людина першого класу коштує тисяч простих працівників фізичної праці і покращує добробут тисяч. Люди третього і четвертого класу тільки слідують по прокладених людьми першого класу шляхах. Люди першого класу — це локомотиви, люди третього і четвертого класу — вагони».
Цілком закономірно, що з позиції подібних поглядів він нападав на соціал-демократичних лідерів: «Бебель хоче, щоб з усіма людьми зверталися однаково, з старанними і ледачими, обдарованими і бездарними … Чому когось карати за помилку природи, а інших винагороджувати, якщо їм і так пощастило? Значить, змагання повинне припинитися і теорія Дарвіна втратить силу. Для людства, це буде регрес, а не прогрес, як думає Бебель».
У наш час погляди Аммона вважаються лженауковими та расистськими[джерело?].